# ライオンの翼
「ライオンの翼」（ライオンのつばさ）は、米倉千尋の27枚目のシングルである。表題曲のPVを収録したDVD付。

## 収録曲
1. ライオンの翼
  - 作詞：米倉千尋、作曲・編曲：日比野則彦
  - 11thアルバム『Kaleidoscope』にも収録されている。
  - PlayStation 2ゲーム「エルヴァンディアストーリー」主題歌。
2. 栞
  - 作詞・作曲：米倉千尋、編曲：高山和芽
  - 11thアルバム『Kaleidoscope』にも収録されている。
  - 急逝した見良津健雄への歌である。
3. ライオンの翼（instrumental）
4. 栞（instrumental）